# Bodyboard
 (août 2012).
Si vous disposez d'ouvrages ou d'articles de référence ou si vous connaissez des sites web de qualité traitant du thème abordé ici, merci de compléter l'article en donnant les références utiles à sa vérifiabilité et en les liant à la section « Notes et références ».

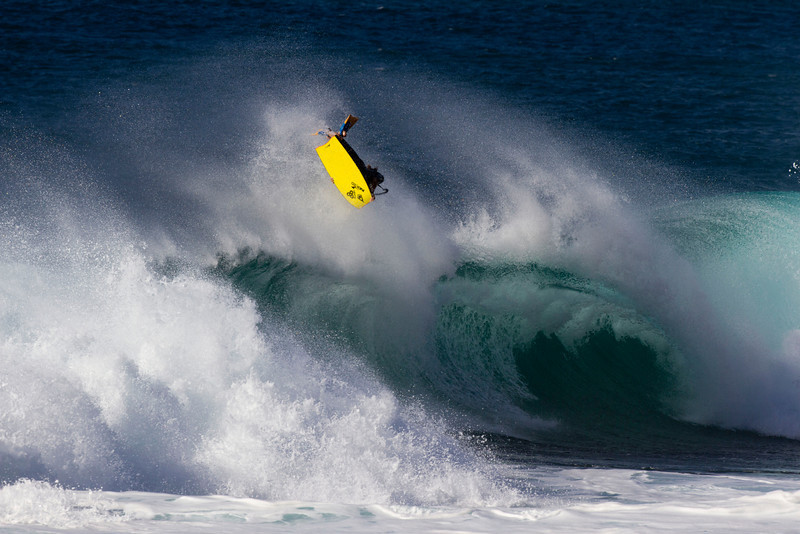
Reverse air réalisé par l'australien Michael Novy

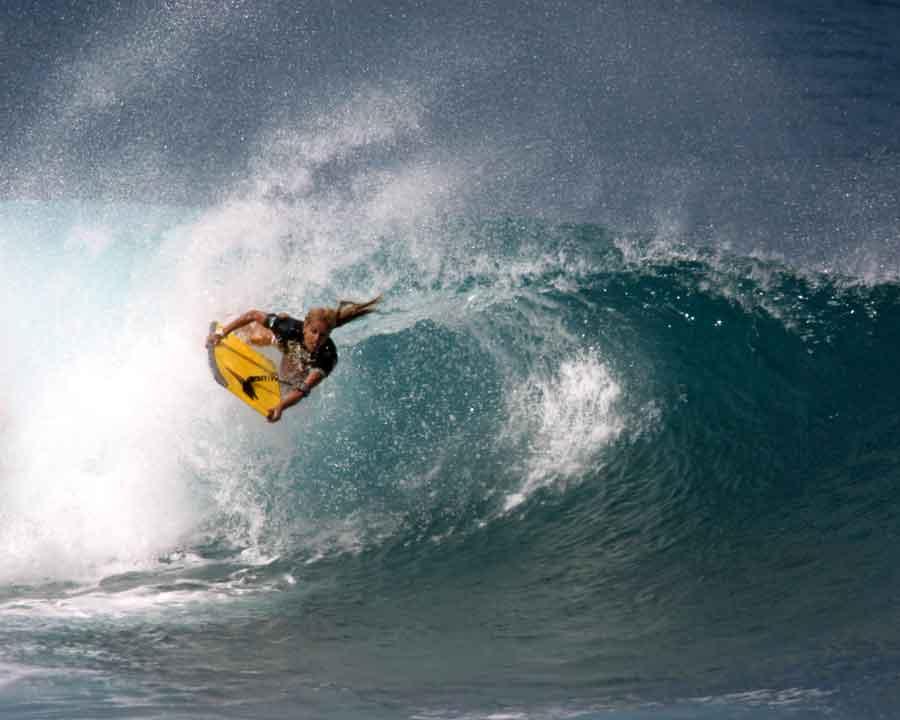
Bodyboard

Le bodyboard est un sport nautique de vagues proche du surf se pratiquant sur une planche plus courte et flexible.

## La naissance d'un sport

### L'inventeur du bodyboard
L'inventeur du bodyboard s'appelle Tom Morey (en). Il fit des études de mathématiques jusqu'en 1955 et travailla ensuite dans l'aéronavale où il se familiarisa avec le maniement des matières plastiques. Cependant, ce travail ne le satisfaisait pas complètement : il décida donc de changer d'horizon et se lança dans l'activité du surf, alors en plein essor. En 1971, il quitta sa Californie natale pour s'installer à Hawaii.

### La confection de la première planche
Installé dans un climat particulièrement propice au surf et au développement de cette industrie, Morey élabora une planche de deux mètres de long. Cependant, elle était trop fragile et lors de son premier essai, la planche se brisa. Morey ne se découragea pas, convaincu qu'il réussirait à élaborer une planche plus performante. Il déménagea une nouvelle fois pour l'île de Kailua où il s'installa près du spot de Honols. Il décida alors de confectionner une planche de mousse, plus petite, ayant globalement la forme d'une pierre tombale. Le premier test fut extrêmement satisfaisant : la planche s'avéra maniable et plus légère qu'une planche traditionnelle de surf.

### L'essor du bodyboard et premières avancées techniques
Morey est alors convaincu qu'il tient une trouvaille exceptionnelle. Après avoir réuni de l'argent, il repart pour la Californie où il passe un accord avec une petite entreprise de surf. Il dépose le nom " Morey Boogie " pour 20 $(le meilleur investissement de sa vie selon lui) et obtient un salaire grâce auquel il s'achète une petite camionnette et se met à vendre des planches. Cependant, l'aspect brut de ses planches l'empêche d'obtenir du succès. Il a alors l'idée de recouvrir ses planches d'un film plastique, doux au toucher. Cette trouvaille eut un effet immédiat : les ventes de planches de bodyboard augmentèrent sensiblement.

## Pratique
La planche est le plus souvent utilisée en position allongée (position appelée prone), le bodyboardeur doit obligatoirement avoir une paire de palmes courtes pour faciliter le départ sur la vague. La figure emblématique du bodyboard est l'hawaïen Mike Stewart, multiple champion du monde dans les années 1990 et encore aujourd'hui parmi les meilleurs, on peut citer ensuite le Brésilien Guilherme Tamega, Jeff Hubbard, Pat Caldwell, Ben Severson, Spencer Skipper[réf. nécessaire]. L'Australie est aujourd'hui la nation moteur du sport, avec des riders comme Ryan Hardy, Damian King ou Ben Player. La France a connu ses premières heures de gloire grâce à Nicolas Capdeville[réf. nécessaire] et au défunt Matthieu Walbrou. La jeune génération est représentée par Pierre-Louis Costes et Amaury Lavernhe tous deux champions du monde.
D'autres préfèrent une autre position, le dropknee plus souvent appelé DK ou pose hawaienne, comme Paul Roach, Aka Lyman ou Matt Lackey pour ne citer qu'eux, qui consiste à se relever et à poser un genou sur la planche et l'autre pied à plat. Cette position est plus difficile que la précédente en raison de la présence des palmes.
Enfin, la dernière pratique est le Stand Up qui lui se pratique debout. Peu de bodyboardeurs utilisent cette technique. Il y a néanmoins quelques grands bodyboardeurs, qui ont surfé des vagues de taille considérable dans cette position. On peut citer notamment Danny Kim ou encore Chris Won.
Accessible à tous, quelques jours suffisent pour commencer à maîtriser sa planche et découvrir les premières sensations de glisse. La maîtrise complète de ce sport demande cependant beaucoup d'investissement et les professionnels de la discipline en font de plus en plus un sport extrême, aérien et exigeant sur le plan physique. Ils s'attaquent ainsi aux vagues les plus extrêmes du monde, parfois même inaccessibles aux meilleurs surfeurs mondiaux et réalisent des figures aériennes spectaculaires.
Il existe un championnat professionnel, le APB (Association of Professional Bodyboarders) World Tour, le dernier champion en date étant le Français, Amaury Lavernhe.
Le sport est aujourd'hui encore resté très en retrait médiatiquement comparé au surf malgré un nombre de pratiquants comparable à ce dernier dans des pays comme le Portugal ou l'Australie.

## Matériel

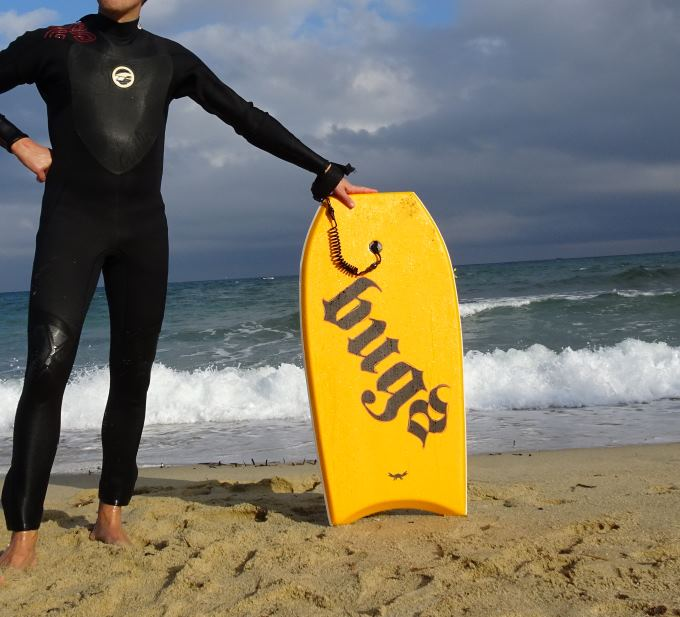
athlète à coté d'un bodyboard ,dont il fait une présentation.

Le bodyboard est une planche courte d'environ un mètre de long et 60 centimètres de large, dont une partie du revêtement supérieur est souple et imperméable à l'eau mais qui peut aussi s'acheter pour toutes les morphologies. Il y en a pour tous les goûts, du débutant au professionnel. Il est donc très important de bien choisir son bodyboard.
Le centre de la planche, partie la plus importante est constitué par une mousse de nature et de densité variable. On trouve soit de la mousse polyéthylène, soit du polypropylène ou encore du polystyrène expansé.
Les bords de la planche (rail) jouent un rôle très important dans la glisse, faisant office de dérives (ce dont un bodyboard est dépourvu) et leur angle détermine la réaction de la planche.
Le choix du bodyboard se fait en fonction de la taille, du poids et de la température de l'eau. La taille du bodyboard doit se situer entre le nombril et 10 cm plus bas ou plus haut, en fonction de son niveau et des vagues. Pour un adepte du dropknee, la planche sera plus large au niveau du tail et plus longue.
Il faut au rider, une paire de palmes courtes et puissantes soit symétriques, soit asymétriques. On les trouve généralement en caoutchouc mais il existe également des palmes en silicone qui présentent l'avantage de ne pas irriter la peau, d’être très confortables mais peu puissantes. Comme pour la board, des palmes existent pour les débutants et les confirmés ou experts.
Enfin le dernier matériel est le leash qui est en uréthane généralement, et qui permet au pratiquant de ne pas perdre sa planche lors d'une chute (Wipe-out). Celui-ci peut être élastique ou non, et conçu pour le biceps ou le poignet en fonction de l'endroit où il s'attache.

## La planche
La planche est composée de plusieurs parties :
- Le nose : le "nez" de la planche

Plus large sur les planches de prone pour avoir un maximum de vitesses (point d'appuis sur l'avant), plus étroit sur les planches de drop-knee pour le pas "planter" le nez dans la vague et réaliser de belles courbes. Il est parfois renforcé par des "Bumper", sorte de protubérances qui le protègent.
- Le deck, la partie supérieure, en polyéthylène sur la plupart des planches.

Il est parfois creusé pour gagner en confort et/ou en flexibilité, on l'appelle alors Contoured deck ou ergo deck.
- Le slick, la partie inférieure de la planche en contact avec l'eau.

Il est en plastique pour pouvoir minimiser les frottements mais aussi et surtout pour participer au renfort de la planche. Elle rigidifie et rend plus ou moins nerveuse le bodyboard en fonction de sa nature.Elle est éventuellement creusée de channels qui permettent une meilleure accroche dans les vagues creuses.
Plus la planche est souple moins elle sera rapide, mais gagnera en maniabilité.
- les rails, les parties latérales. Ils sont exprimés par un rapport, on trouve ainsi, des rails :

- 50/50 : La partie supérieure et inférieure de l’arrête du rail ont la même taille. C'est une configuration qui réduit la traînée et donc qui augmente la vitesse au détriment de l'accroche.
- 55/45 : Taille intermédiaire de rail, elle permet de conjuguer accroche et contrôle dans un maximum de conditions.
- 60/40 : Le bord inférieur (côté slick) est plus important que le supérieur. La planche a plus d'accroche et de traînée.
- 70/30 : Ici le demi-rail inférieur est encore plus important, le contrôle est maximal, la vitesse est moins bonne. Utilisé souvent pour des planches de grosses conditions.
- Les stringers, des renforts sont insérés dans le core, des tubes de carbone de 6 à 12 mm de diamètre, destinés à rigidifier la planche, mais surtout  à lui donner du ressort donc de la réactivité.

Le stringer ne sert pas seulement à la solidité de la planche même si ça y contribue. C'est aussi et surtout pour donner du ressort ! Un pain de mousse, quelle que soit sa matière, reste de la mousse, donc il se déforme (les contraintes en surf sont énormes) et cela à deux terminaisons : 
- à force de plier dans tous les sens, il s’abîme,
- en pliant il permet certaines choses (virer par exemple) mais au détriment d'autres (perte de vitesse).
Le (ou les) stringer(s) permet(tent) à la mousse de reprendre son shape (sa courbure, son rocker) le plus rapidement possible, donc d'avoir une planche vive ET solide. Le même principe est utilisé dans les voiles des planches à voile ! 
Et comme dans les voiles, on est passé des lattes en fibres plates à des lattes en carbone plates puis rondes, le bodyboard a suivi le même chemin.
Le Mesh à une action similaire aux stringers plat avec l'avantage qu'il applique son action à l'ensemble du board et pas à une partie comme le ferait un stringer simple au centre mais il a l'inconvénient de peser lourd. Cela à donc une action sur les mouvements de la planche tant en longueur (ce qu'on aime appeler "flex") quand largeur (torsion).
Le mouvement de torsion est justement celui qu'exploite les planches de type PARABOLIC ou THERMAL FLEX CORE...
- le tail, la partie postérieure. Les plus utilisés sont le crescent tail et le bat tail. Le crescent tail (en forme de croissant) est le plus répandu, il permet une meilleure accroche dans les vagues creuses. Le bat tail  (en forme de 2 croissants) permet une meilleure portance sur l'eau et peut aider dans les rotations ;

- le core, la partie intérieure, qui est soit : 
  - en polyéthylène (PE),
  - en polypropylène (PP), ou des dérivés tels que l'EFC, NRG...
  - en 3D core (PE+PP)

Le Polyéthylène ou PE est principalement utilisé dans les eaux froides car elle conserve une certaine souplesse donc maniabilité mais prend l'eau et flotte donc moins bien. Elle est aussi utiliser pour les grosses vagues, permettant un meilleur contrôle de la vitesse et des manœuvres que la mousse PP.
La mousse Poly-propylène ou PP est préférée dans les eaux chaudes, la board conserve son ressort donc sa dynamique et sa vitesse. Elle est plus résistante dans le temps au pression/torsion/appuis que le PE. Elle flotte plus (portance) car elle ne prend pas l'eau et est plus rapide également. Le take-off comme le passage de section est donc facilité.
Des assemblages de mousses ont maintenant leur place sur le marché, répondant au nom de 3D, 2C, 3C ou PFS ou RADIAL FLEX. Ces assemblages visent à allier des cores de différentes natures pour cumuler leur propriété. Une planche qui sera bonne toute l'année, à 10° comme à 30°. Elle est souvent performante, mais dans certaines conditions de température d'eau ou de vague précises.
La température de l'eau joue aussi sur le flex de la planche. Si l'eau est chaude, les cores rigides seront plus agréables à surfer car l'eau chaude assoupli la planche et l'eau froide la rigidifie.
Le polyéthylène (PE) est le plus souvent utilisé dans les eaux fraiches à tempérées (8 °C à 20 °C) car c'est un core plus "flex" que le polypropylène (PP).
Depuis la disparition de l'usine DOW CHEMICAL qui fabriquait un excellent PE, cette mousse a tendance à disparaître pour être remplacée par des hybrides comme l'HD30 (ou AIRFLEX), le 2C ou le 3C et de plus en plus par du PP basse densité (D12/NRG).
Le polypropylène (PP) est utilisé pour les eaux tempérées à chaudes (20 °C à 28 °C) car c'est un core plus rigide que le (PE).
Sa densité est variable, plus dense, il est plus nerveux, plus rigide donc plus rapide et plus portant. idéal en eau chaude. Moins dense, il est plus flexible, plus maniable, plus confortable. Bien pour les eaux tempérées.
- 2.1pcf - PP que l'on rencontre encore chez des marques comme TOOBS, CARTEL, DIVISION71...
- 1.9pcf - PP le plus répandu, BPP par excellence de nombreux fabricants qui le renomment (FREEDOM6, 0CORE, GRAVITY CORE...).
- 1.6pcf - Appelé EFC, de plus en plus répandu.
- 1.4pcf - Presque qu'introuvable, n'est pas trop utilisé.
- 1.2pcf - Sous l'appellation NRG ou D12, c'est le PP qui tend à remplacer le PE.
Le 3D core est composé d'une fine couche de PE et de PP ce qui donne une planche qui fonctionne dans les eaux entre 15 °C et 25 °C. Le 3D est en train de se faire supplanter par les déclinaisons de PP faible densité que sont l'EFC et le NRG/D12 sur cette plage de température d'eau.
Le poids du 3D est surement son plus gros inconvénient.

## Progression
Depuis la création du bodyboard moderne en 1971, le bodyboard a rapidement évolué en tant qu'industrie comme en tant que sport extrême. Le sport a grandi dans une industrie internationale avec des forteresses grandissantes en Australie, Amérique du Sud avec des pays tels que le Chili et le Pérou, le Japon, les îles Canaries, l'Afrique du Sud, la France et bien d'autres. L'évolution des manœuvres et des vagues dans lesquelles il se pratique ont fait de lui un des sports de vague les plus extrêmes.
Les bodyboardeurs ont surfé sur les vagues les plus dangereuses et renommées du monde : Teahupoo à Tahiti, Shark Island en Australie, El Fronton aux îles Canaries, Luna Park en Australie et bien d'autres.
En outre, les bodyboardeurs mettent beaucoup l'accent sur des manœuvres aériennes toujours plus impressionnantes sur des sections de vagues toujours plus grosses et dangereuses.

## Figures
Quelques exemples de figures possibles en bodyboard 
- Prone : position allongée sur la planche.
- Dropknee : style différent consistant à placer un pied à plat à l'avant de la planche et un genou à l'arrière, la palme faisant office de gouvernail.
- Stand Up : style différent consistant à placer les deux pieds à plat sur la planche, de manière à glisser comme sur un surf.
- Canard ou duck dive : ce n'est pas une figure à proprement parler mais une manœuvre réalisée en remontant au line-up. Consiste à passer sous la vague lorsque le pratiquant remonte à la zone d'impact des vagues.
- Take off : action de partir sur la vague.
- Bottom turn : virage en bas de vague.
- Belly ou 360 ou Spin : exécution d'une rotation complète de la planche et du bodyboarder vers le haut de la vague. Variante aérienne, le belly air ou le spin air.
- Reverse spin : idem que le belly mais s'amorce vers le bas de la vague. Variante aérienne, le reverse air ainsi que le reverse re-entry, où la manœuvre est exécutée sur la lèvre ou sur la mousse de la vague.
- El rollo : vrille horizontale exécuté en se servant de la lèvre de la vague comme tremplin.
- Aerial ou Projected aerial : consiste à se projeter dans les airs en se servant de la lèvre de la vague comme tremplin.
- Invert air : idem que l'« aerial » en mettant la planche (et accessoirement le corps) à l'envers par rapport à la vague. Il faudra bloquer le mouvement pour revenir dans le même sens et ne pas finir la rotation comme le "El Rollo".
- Air Roll Spin ou ARS : combinaison d'un « el rollo » et d'un « belly » (le tout dans les airs) ; figure inventée par Mickael « Eppo » Eppelstun, bodyboardeur australien, champion du monde en 1993.
- Le invert to reverse est une figure qui consiste à faire un « invert air » suivi d'un « 360 ». Le premier rider à l'avoir réalisé est Julien Miremont.
- Back flip : rotation aérienne sous forme de saut périlleux arrière, avec une rotation de 180 degrés, pour repartir dans la vague. Également inventée par Eppo.
- Cut-back : virage serré ou le bodyboardeur revient vers l'intérieur de la vague, puis se remet normalement dans le sens du déferlement.
- Tube ou barrel : comme en surf, consiste à s'introduire et à ressortir du tube créé lorsque la vague déferle.
- Le "Gainer Flip" est un backflip complet réaliser dans le sens inverse .
- Le "Stone Flip" est un El Rollo suivit d'un ARS (la figure est donc un double Rollo+360).
- Le bodyboard se pratique aussi à genoux pour de bonnes sensations de glisse. On peut faire des rotations ainsi que quelques figures de surf rapides comme le roller le snap le floater qui consiste à surfer sur la partie supérieure de la lèvre.

## Bodyboardeurs et bodyboardeuses renommés
- Mike Stewart
- Guilherme Tâmega
- Pierre-Louis Costes
- Jared Houston
- Amaury Lavernhe
- Ben Player
- Dave Winchester
- Ryan Hardy
- Jeff Hubbard
- Dave Hubbard
- Andre Botha
- Jake Stone
- Ben Severson
- Damian King
- Michael Eppelstun
- Julien MIREMONT

## Championnat du monde masculin
De 1982 à 1983, le gagnant du "International Morey Boogie Bodyboard Pro Championships" qui se déroulait sur le spot de Pipeline à Hawaii était considéré champion du monde. Depuis, un tour mondial détermine le champion du monde.
Le tour mondial est actuellement organisé par l'Association Professionnelle de Bodyboard (APB) et détermine chaque année le champion du monde de Bodyboard.

## Résultats
| Année | Compétition                                            | Vainqueur           | Pays                |
| ----- | ------------------------------------------------------ | ------------------- | ------------------- |
| 1982  | International Morey Boogie Bodyboard Pro Championships | Daniel Kaimi        | États-Unis (Hawaii) |
| 1983  | International Morey Boogie Bodyboard Pro Championships | Mike Stewart        | États-Unis (Hawaii) |
| 1984  | International Morey Boogie Bodyboard Pro Championships | Mike Stewart        | États-Unis (Hawaii) |
| 1985  | International Morey Boogie Bodyboard Pro Championships | Ben Severson        | États-Unis (Hawaii) |
| 1986  | International Morey Boogie Bodyboard Pro Championships | Mike Stewart        | États-Unis (Hawaii) |
| 1987  | International Morey Boogie Bodyboard Pro Championships | Mike Stewart        | États-Unis (Hawaii) |
| 1988  | International Morey Boogie Bodyboard Pro Championships | Mike Stewart        | États-Unis (Hawaii) |
| 1989  | International Morey Boogie Bodyboard Pro Championships | Mike Stewart        | États-Unis (Hawaii) |
| 1990  | International Morey Boogie Bodyboard Pro Championships | Mike Stewart        | États-Unis (Hawaii) |
| 1991  | International Morey Boogie Bodyboard Pro Championships | Mike Stewart        | États-Unis (Hawaii) |
| 1992  | International Morey Boogie Bodyboard Pro Championships | Mike Stewart        | États-Unis (Hawaii) |
| 1993  | International Morey Boogie Bodyboard Pro Championships | Michael Eppelstun   | Australie           |
| 1994  | International Morey Boogie Bodyboard Pro Championships | Guilherme Tâmega    | Brésil              |
| 1995  | GOB World Tour                                         | Guilherme Tâmega    | Brésil              |
| 1996  | GOB World Tour                                         | Guilherme Tâmega    | Brésil              |
| 1997  | GOB World Tour                                         | Guilherme Tâmega    | Brésil              |
| 1998  | GOB World Tour                                         | Andre Botha         | Afrique du Sud      |
| 1999  | GOB World Tour                                         | Andre Botha         | Afrique du Sud      |
| 2000  | GOB Super Tour                                         | Paulo Barcellos     | Brésil              |
| 2001  | GOB Super Tour                                         | Guilherme Tâmega    | Brésil              |
| 2002  | GOB Super Tour                                         | Guilherme Tâmega    | Brésil              |
| 2003  | IBA World Tour                                         | Damian King         | Australie           |
| 2004  | IBA World Tour                                         | Damian King         | Australie           |
| 2005  | IBA World Tour                                         | Ben Player          | Australie           |
| 2006  | IBA World Tour                                         | Jeff Hubbard        | États-Unis (Hawaii) |
| 2007  | IBA World Tour                                         | Ben Player          | Australie           |
| 2008  | IBA World Tour                                         | Uri Valadão         | Brésil              |
| 2009  | IBA World Tour                                         | Jeff Hubbard        | États-Unis (Hawaii) |
| 2010  | IBA World Tour                                         | Amaury Lavernhe     | France (Réunion)    |
| 2011  | IBA World Tour                                         | Pierre-Louis Costes | France              |
| 2012  | IBA World Tour                                         | Jeff Hubbard        | États-Unis (Hawaii) |
| 2013  | IBA World Tour                                         | Ben Player          | Australie           |
| 2014  | APB World Tour                                         | Amaury Lavernhe     | France (Réunion)    |
| 2015  | APB World Tour                                         | Jared Houston       | Afrique du Sud      |
| 2016  | APB World Tour                                         | Pierre-Louis Costes | France              |
| 2017  | APB World Tour                                         | Iain Campbell       | Afrique du Sud      |
| 2018  | APB World Tour                                         | Jared Houston       | Afrique du Sud      |
| 2019  | APB World Tour                                         | Tristan Roberts     | Afrique du Sud      |

## Championnat du monde féminin
En décembre 2015 la championne du monde de bodyboard au Chili, à Iquique est une Française, Anne-Cécile Lacoste. Deux mois plus tôt au Maroc elle a remporté le championnat d'Europe.